# Ordre de la Couronne de Saxe
Pour les articles homonymes, voir Ordre de la Couronne.
L'ordre de la Couronne de Saxe (ou ordre de la Couronne de Rue) est un ordre honorifique du royaume de Saxe, créé en 1807 par le roi Frédéric-Auguste Ier.

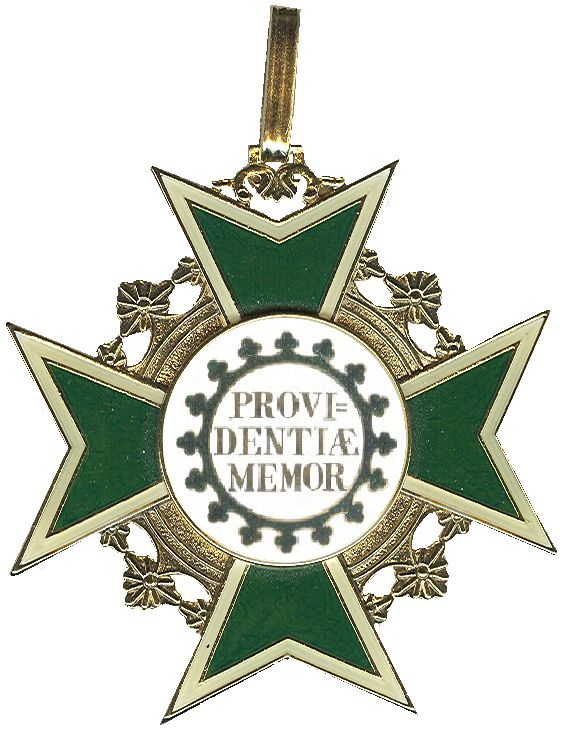
Revers de la médaille

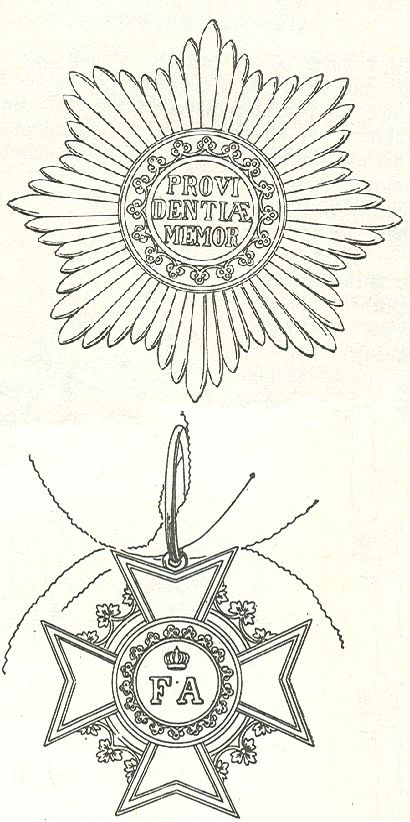
Plaque et croix de l'ordre de la Couronne de Saxe.

## Fondation de l'Ordre
Dans les clauses du traité de Tilsit signé en juillet 1807 par Napoléon et le tsar Alexandre Ier, le roi Frédéric-Auguste Ier de Saxe, allié de l'empereur, se voit donné le Grand-duché de Varsovie et Napoléon, de passage à Dresde, incite le roi à créer un ordre honorifique.

## Insigne
La médaille est essentiellement une croix de Malte émaillée en vert et bordée de blanc et d'or. Les différentes branches de la croix sont unies par une couronne fleurie d'or. Au centre de la croix se trouve un médaillon en émail blanc qui montre une couronne florale de rue en émail vert, qui contient en lui-même les initiales FA en or (en l'honneur du fondateur, Frédéric-Auguste). Sur le revers est écrit devise de l'ordre (la) « Providentiae memor », avec une claire allusion à l'attribution du duché au royaume par Napoléon.
Le ruban est vert, et porté de l'épaule droite à la hanche gauche.

## Classe
Il existe une seule classe, celle de chevalier.

## Récipiendaires
- Léopold Ier de Belgique ;
- Léopold II de Belgique ;
- Philippe de Belgique, comte de Flandre ;
- Albert Ier de Belgique ;
- Louis de Saxe-Cobourg-Gotha ;
- Napoléon Ier, empereur des Français ;
- Jérôme Bonaparte, roi de Westphalie ;
- Joachim Murat, « roi des Deux-Siciles » (dans les faits roi de Naples), Grand amiral ;
- Charles-Maurice de Talleyrand-Périgord, prince de Bénévent, vice-Grand Électeur ;
- Louis-Alexandre Berthier, prince de Neuchâtel et de Wagram, vice-Connétable[réf. à confirmer][1] ;
- Hugues-Bernard Maret, duc de Bassano, ministre-secrétaire d'État ;
- Gérard Christophe Michel Duroc, duc de Frioul, grand maréchal du palais ;
- Armand Augustin Louis de Caulaincourt, duc de Vicence, général de division, grand écuyer ;
- Pierre, comte de Montesquiou, grand chambellan ;
- Eugène de Beauharnais ;
- Henri Alexis Brialmont ;
- Hans von Koester.

## Source
- (it) Cet article est partiellement ou en totalité issu de l’article de Wikipédia en italien intitulé « Ordine della corona fiorata » (voir la liste des auteurs).
- Almanach impérial pour l'année 1810, Testu (lire en ligne)